# Ekfant
Ekfant [ékfant] (starogrško starogrško Έκφαντος ὁ Κροτωνιάτης: Ékfantos hó Krotoniátes), starogrški filozof, * okoli 400 pr. n. št. Sirakuze, † okoli 335 pr. n. št.

## Življenje in delo
Ekfant je bil pitagorejec. Bilo mu je znano, da je dnevno gibanje nepremičnih zvezd odvisno od vrtenja Zemlje okoli svoje osi. Kakor Hiket in Heraklit Pontski je trdil, da Venera in Merkur krožita okoli Sonca. O tem je v 4. stoletju poročal Kalkidij (Calcidius).
Ekfant je zavračal Pitagorovo učenje o številih in je smatral, da so prva načela stvari telesni atomi, nevidni in razmaknjeni s praznim prostorom.
Od Anaksagore je prevzel učenje o nusu (grško nus - um) in z njim pojasnil enotnost sveta.